# Harry Potter i zatočenik Azkabana
Harry Potter i zatočenik Azkabana treća je knjiga iz serije romana o Harryju Potteru britanske spisateljice J. K. Rowling. Knjiga je objavljena 8. srpnja 1999. Film temeljen na knjizi u Ujedinjenom Kraljevstvu premijerno je prikazan 31. svibnja 2004., a u SAD-u i ostatku svijeta 4. lipnja 2004.

## Radnja
Harry provodi treće ljeto kod Dursleyjevih. Harry dobiva mnoge rođendanske poklone, a i obavijest da može posjećivati Hogsmeade, selo pokraj Hogwartsa. Za to treba potpis skrbnika, ali mu tetak Vernon ne dopusti. Odlazi od Kalinina prilaza 4 s prtljagom. Moćni ga je autobus odvezao do Šupljeg kotlića, kafića u Londonu. Tamo je ostao tjedan dana do početka školske godine. Svaki je dan pregledavao Vatrenu munju, najbolju metlu na svijetu u dućanu u Zakutnoj ulici. Tamo su došli i Ron i Hermiona, Harryjevi najbolji prijatelji. Hermiona je kupila mačka zvanog Crookshanks (Krivonja). Ron je imao štakora Scabbersa (Šugonja) i tako je nastala mala svađica. Harry, Ron i Hermiona pošli su u Hogwarts Express, a tamo su vidjeli novog profesora Obrane od mračnih sila, R. J. Lupina. Dementori, čuvari čarobnjačkog zatvora Azkaban provalili su u Hogwarts Express da pronađu Siriusa Blacka, ubojicu koji je jednom kletvom ubio 13 ljudi. Sirius Black pobjegao je iz Azkabana. Dementori posjete školu i na početku Dumbledore objasni da je "posjet" za zaštitu. Ispostavi se da Harry ima čudnu sklonost prema dementorima. Učenici dobivaju nove predmete, Skrb za magična stvorenja i Proricanje sudbine. Malfoya je napao hipogrif i Odbor ga je htio smaknuti. Za Božić je Harry dobio Vatrenu munju od nepoznate osobe. Čudne se stvari događaju u Hogwartsu, Debela dama (portret u ulazu u Gryffindorsku kulu) bježi, Šugonja je ubijen, ali ga Hagrid pronalazi. Harry dobiva Mapu za haranje koja mu omogućuje da vidi cijeli Hogwarts. Pohađa "antidementorske" satove s Lupinom i nauči čaroliju Expecto Patronum. Šugonja bježi iz Ronove ruke i trio ga slijedi. Nađu se u Vrištavoj daščari, u Hogsmeadu. Tamo vidješe, nikog drugog, nego Siriusa Blacka. Dolaze Snape (profesor) i Lupin i objasne im da Sirius nije odao Voldemortu gdje su Harryjevi roditelji, kako se govori, nego Peter Pettigrew, odnosno Šugonja. Ispostavi se da je Sirius Harryjev kum. Sirius je zarobljen na vrhu mračne kule. Harry i Hermiona odlaze s vremokretom u prošlost da spase hipogrifa, a i Siriusa. Nakon okršaja s dementorima, Harryja odvedu u bolničko krilo. Kraj je školske godine, tj. Harry je osuđen na još jedno ljeto u Kalininom prilazu broj 4. Pred povratak u Kalinin prilaz, Harry dobiva pismo od Siriusa, koji mu govori da mu je on poslao Vatrenu munju.

## Posveta
Posvećeno Jill Prewett i Aini Kiely, Swingowim kumama

## Zanimljivosti
Ovo je najbrže napisana knjiga u serijalu. J.K. Rowling napisala ju je u samo godinu dana, dok, ironično, najkraću knjigu(Kamen Mudraca) pisala je pet godina.

## Izdanja
U Hrvatskoj postoje tri izdanja knjige.

### Algoritam
Prva dva izdanja su Algoritmova s prijevodom Zlatka Crnkovića, prvo izdanje s tvrdim uvezom izdano je 2000. godine, a do 2017. su izašla 13 izdanja, dizajn korica bio je ilustratorice Mary GrandPré.
Drugo izdanje s mekim uvezom izdano je jedanput 2014. godine s dizajnom korica ilustratora Jonnyja Duddleja.

### Mozaik knjiga
Treće i novo izdanje je od Mozaik knjige koje je izašlo 23. lipnja 2023. a s pretprodajom 25. svibnja 2023.
lustrator korica je Studio La Plage koji je povodom 25. godišnjice Harryja Pottera izdao skup prvih digitalnih naslovnica koje se globalno koriste u izdanjima E-knjiga i zvučnih knjiga.